# As Abellas
Abellas es un pueblo del concejo de Zas, en la provincia de La Coruña. Está al sur del municipio, situado entre los regos de Amelleiras y Fonte Espiño. Accesible por pista desde el pueblo de Fuente Espiño. Tiene una población de 68 habitantes. En el pueblo, existe una de las últimas granjas de búfalos que se puede encontrar por Galicia. El pueblo está en la parroquia de Muiño, distando de la capital parroquial; Couto, a unos 600 m.